# Мацей Старенґа
Мацей Старенґа (31 січня 1990 , Седльці ) - польський лижник, учасник Олімпійських ігор у Сочі. Успішніше виступає в спринті.

## Спортивна кар'єра
У Кубку світу Старенґа дебютував 20 листопада 2010 року. У грудні 2013 року вперше потрапив до десятки найкращих на етапі Кубка світу, у спринті. Найкраще досягнення Старенґи в загальному заліку Кубка світу - 57-мє місце в сезоні 2015-2016.
На Олімпійських іграх 2014 року в Сочі стартував у чотирьох перегонах: 15 км класичним стилем - 66-те місце, спринт - 67-ме місце, командний спринт - 15-те місце та естафета - 15-те місце.
За свою кар'єру взяв участь у шести чемпіонатах світу, найкращий результат 8-ме місце в командному спринті на чемпіонаті світу 2015 року, а в особистих перегонах 8-мє місце в спринті на чемпіонаті світу 2017 року.
Використовує лижі та черевики виробництва фірми Fischer.

## Результати за кар'єру
Усі результати наведено за даними Міжнародної федерації лижного спорту.

### Олімпійські ігри
| Рік  | Вік | 15 км індивідуальні пер. | 30 км скіатлон | 50 км мас-старт | Спринт | 4 × 10 км естафета | Командна першість спринт |
| ---- | --- | ------------------------ | -------------- | --------------- | ------ | ------------------ | ------------------------ |
| 2014 | 24  | 66                       | —              | —               | 67     | 15                 | 15                       |
| 2018 | 28  | 82                       | —              | —               | 39     | —                  | 13                       |

### Чемпіонати світу
| Рік  | Вік | 15 км індивідуальні пер. | 30 км скіатлон | 50 км мас-старт | Спринт | 4 × 10 км естафета | Командна першість спринт |
| ---- | --- | ------------------------ | -------------- | --------------- | ------ | ------------------ | ------------------------ |
| 2011 | 21  | 54                       | —              | —               | 33     | —                  | 18                       |
| 2013 | 23  | 57                       | —              | —               | 41     | 16                 | 12                       |
| 2015 | 25  | 48                       | —              | —               | 38     | 15                 | 8                        |
| 2017 | 27  | НФ                       | —              | —               | 8      | 15                 | 10                       |
| 2019 | 29  | 59                       | —              | —               | 30     | —                  | 18                       |
| 2021 | 31  | —                        | —              | —               | 33     | 14                 | 10                       |

### Кубки світу

#### Підсумкові місця в Кубку світу за роками
| Сезон | Вік | Місце в дисципліні | Місце в дисципліні | Місце в дисципліні | Місце в Скі Тур | Місце в Скі Тур | Місце в Скі Тур | Місце в Скі Тур   | Місце в Скі Тур |
| Сезон | Вік | Загалом            | Дистанція          | Спринт             | Nordic Opening  | Тур де Скі      | Скі Тур 2020    | Фінал Кубка світу | Скі Тур Канада  |
| ----- | --- | ------------------ | ------------------ | ------------------ | --------------- | --------------- | --------------- | ----------------- | --------------- |
| 2011  | 21  | 171                | НК                 | 109                | 65              | —               | Н/Д             | —                 | Н/Д             |
| 2012  | 22  | НК                 | НК                 | НК                 | 94              | НФ              | Н/Д             | —                 | Н/Д             |
| 2013  | 23  | 130                | НК                 | 75                 | НФ              | НФ              | Н/Д             | —                 | Н/Д             |
| 2014  | 24  | 59                 | НК                 | 23                 | НФ              | НФ              | Н/Д             | —                 | Н/Д             |
| 2015  | 25  | 70                 | НК                 | 30                 | 79              | НФ              | Н/Д             | Н/Д               | Н/Д             |
| 2016  | 26  | 65                 | НК                 | 29                 | 56              | НФ              | Н/Д             | Н/Д               | НФ              |
| 2017  | 27  | 57                 | НК                 | 22                 | НФ              | НФ              | Н/Д             | 69                | Н/Д             |
| 2018  | 28  | 90                 | НК                 | 45                 | НФ              | —               | Н/Д             | 72                | Н/Д             |
| 2019  | 29  | 96                 | НК                 | 49                 | НФ              | НФ              | Н/Д             | —                 | Н/Д             |
| 2020  | 30  | 120                | НК                 | 72                 | 76              | НФ              | НФ              | Н/Д               | Н/Д             |
| 2021  | 31  | 118                | НК                 | 71                 | НФ              | НФ              | Н/Д             | Н/Д               | Н/Д             |